# Riolus illiesi
Riolus illiesi là một loài bọ cánh cứng trong họ Elmidae. Loài này được Steffan miêu tả khoa học năm 1958.